# 緒方明
緒方 明（おがた あきら、1959年 - ）は、日本の映画監督、演出家である。佐賀県出身。日本映画大学教授。

## 来歴
1959年、佐賀県に生まれる。その後、長崎市で過ごす。福岡大学在学中に石井聰亙監督と出会い、石井作品の助監督を務めるようになる。1981年、監督作品の『東京白菜関K者』が第4回ぴあフィルムフェスティバルで入選を果たした。
その後は高橋伴明、大森一樹の助監督を経て、フリーのテレビディレクターとしてCM、ミュージック・ビデオ、ドラマ、ドキュメンタリーなどを多数演出。
2000年に『独立少年合唱団』で劇場映画デビューし、第50回ベルリン国際映画祭にてアルフレッド・バウアー賞を受賞した。『いつか読書する日』でモントリオール映画祭審査員特別賞受賞。
2013年より日本映画大学映画学部映画学科の教授として教鞭を執り、映画学科学科長、キャリアサポートセンター長も務めている。
近年は俳優としても活躍し、『シン・ゴジラ』（2016）に海洋生物学者役、TVドラマ『北斗－ある殺人者の回心－』（2017）に看守長役で出演している。

## フィルモグラフィー

### 映画
- 東京白菜関K者（1980年） - 監督・脚本
- 狂い咲きサンダーロード（1980年） - 助監督
- シャッフル（1981年） - 助監督
- トランジスタ・ラブ 姦骨墮胎（1981年） - 監督・脚本
- 爆裂都市 BURST CITY（1982年） - 助監督
- BLOOD is SEX ハーレム・バレンタイン・デイ（1982年） - 助監督
- ワールド・アパートメント・ホラー（1991年） - 助監督
- 独立少年合唱団（2000年） - 監督・原案[4]
- いつか読書する日（2004年） - 監督・原案
- 饗宴（2006年） - 監督
- 映画監督って何だ!（2006年） - 出演
- その山を崩せ（2007年） - 監督
- 靴ヶ浜温泉コンパニオン控室（2008年） - 監督
- のんちゃんのり弁（2009年） - 監督・脚本
- 死刑台のエレベーター（2010年） - 監督
- 石にも風にもなれない（2013年） - 監督
- 友だちと歩こう（2014年） - 監督・製作
- 幕末ヒポクラテス（2026年予定）- 監督

### テレビ
- 驚きももの木20世紀（1993年 - 1999年） - 演出
- WOWOW開局5周年特別企画 リョーコ!! 第4話（1996年） - 監督[5]
- 私立探偵 濱マイク（2002年） - 監督
- 怪奇大作戦 ミステリー・ファイル「地を這う女王」（2013年） - 演出

## 出演

### 映画
- シン・ゴジラ（2016年） - 海洋生物学者 役[6]

### テレビ
- 連続ドラマW「北斗 -ある殺人者の回心-」（2017年、WOWOW）- 看守長 役[7]